# Folie homérique
Folie homérique (France) ou Prends l'alligator et tire-toi (Québec) (Kill the Alligator and Run) est le 19e épisode de la saison 11 de la série télévisée d'animation Les Simpson.

## Synopsis
Homer reçoit une revue remplie de questionnaires pour mieux se connaitre. Il décide, conseillé par Lisa, de devenir « le meneur de jeu », en faisant passer des tests à tout le monde, à commencer par son voisin Ned Flanders qu'il questionne sur sa sexualité alors que celui-ci est devenu veuf. Une nuit, il fait un test censé lui prédire jusqu'à quel âge il vivra ; il apprend alors qu'il va mourir à 42 ans, ce qui ne lui laisse donc plus que quatre ans à vivre. Ce constat le ronge, il devient insomniaque et perd peu à peu la raison. Lors d'une visite de sécurité à la centrale nucléaire de Springfield, alors que pour une fois tout se passe bien, Homer crée un scandale en déambulant, visiblement nu, dans un sac de couchage, dans les couloirs de la centrale. Il finit par s'asseoir en tentant de donner le sein à un baigneur, son raisonnement est qu'en tant que mère, il ne peut pas mourir.
Le psychologue d'entreprise comprend vite que c'est sa peur de la mort qui l'angoisse, et lui conseille de prendre de longues vacances, en Floride. Toute la famille Simpson se met alors en route pour Palm Corners, en Floride. Cependant sur place, des hordes d'étudiants font la fête : c'est la période des vacances de Printemps. La famille décide d'aller faire du tourisme dans la région, en laissant Homer à la chambre pour se reposer, mais en le ligotant au lit pour l'empêcher d'aller s'amuser. Précaution inutile, Homer réussit à sortir de la chambre et à faire du stop pour la plage, toujours ligoté au lit. Sur la plage, à moitié il perturbe un concert de Kid Rock : il boit la canette de 200 litres de bière destinée au spectacle, provoquant une bagarre sur scène. Celle-ci est arrêtée par un shérif extrêmement compréhensif, qui raccompagne juste gentiment Homer à sa chambre d'hôtel. Le lendemain matin, Homer s'apprête à s'éclater, quand il s'aperçoit que tous les étudiants plient bagages : c'est la fin des vacances, et ils rentrent tous à l'université. Homer décide pourtant de rester, et de s'éclater, se décrétant en vacances de printemps pour toujours. Pilotant un hydroglisseur dans les marais avoisinant, il renverse et tue accidentellement Capitaine Jack, un très vieil alligator géant, aimé par toute la ville dont il est considéré comme le fondateur et le symbole.
Toute la famille se fait arrêter et menotter par le shérif de la veille, y compris les enfants, suscitant l'incompréhension de Marge. Le shérif avoue alors que pendant les vacances, les fabricants de bière le payent pour fermer les yeux, mais qu'il est le reste de l'année une « vraie peau de vache ». Alors qu'il est retourné au poste pour aller chercher des menottes spéciales pour bébé, la famille en profite pour s'enfuir ; s'engage alors une course poursuite en voiture. Homer tente alors de semer la voiture du shérif en passant au dernier moment sur un passage à niveau. Il passe de justesse devant le train, toute la famille soufflant alors, quand un deuxième train dans l'autre sens percute la voiture, et la pousse sur la voie des heures durant. Le lendemain, Homer en allant chercher le petit déjeuner au wagon restaurant parle au conducteur, qui éjecte alors la voiture de la voie. La voiture fichue, la famille l'abandonne et marche jusqu'à un restaurant où ils veulent se faire engager et rester jusqu'à ce que les affaires se tassent. Ils réussissent à se faire engager, et logent dans une caravane derrière le restaurant. La famille commence à s'habituer et à apprécier sa nouvelle vie, jusqu'à ce que le shérif les retrouve, et les arrête. Au procès, Homer qui décide d'assurer lui-même la défense, insulte tout le jury. La famille se retrouve aux travaux forcés (y compris Maggie), à casser des cailloux en bord de route. Le shérif passe alors en voiture, et propose à la famille de jouer les extras à une soirée donnée par le juge. Lors de la soirée, Marge détourne l'attention du shérif pendant que Bart lui vole ses clés. La famille tente alors de s'enfuir, mais la tentative est avortée par le contremaître qui utilise son fouet, et finit par les piéger dans un cercle de flammes. C'est alors que Capitaine Jack fait son apparition, sortant visiblement des toilettes de la maison du juge ; il semble qu'Homer n'avait fait que l'assommer en passant dessus avec l'hydroglisseur. Le juge décide par conséquent de libérer la famille, en lui interdisant cependant de jamais revenir en Floride. La famille fait alors le point : elle est interdite de séjour dans 48 des 50 états américains, seuls le Dakota du Nord et l'Arizona leur sont encore ouverts. Homer refuse cependant de se rendre en Arizona, au prétexte que celui-ci est « plein d'Apaches ».